# Psittacanthus subalatus
Psittacanthus subalatus là một loài thực vật có hoa trong họ Loranthaceae. Loài này được K. Krause miêu tả khoa học đầu tiên năm 1922.